# Càndid de Tebes
Càndid o Candi de Tebes (Alt Egipte?, segona meitat del segle iii - Agaunum, actual Saint-Maurice, Suïssa, 303 o 304) va ser un militar de l'exèrcit romà, membre de la Legió Tebana. Convertit al cristianisme, va morir per la seva fe. És venerat com a sant i màrtir per totes les confessions cristianes que el commemoren el 22 de setembre.

## Biografia

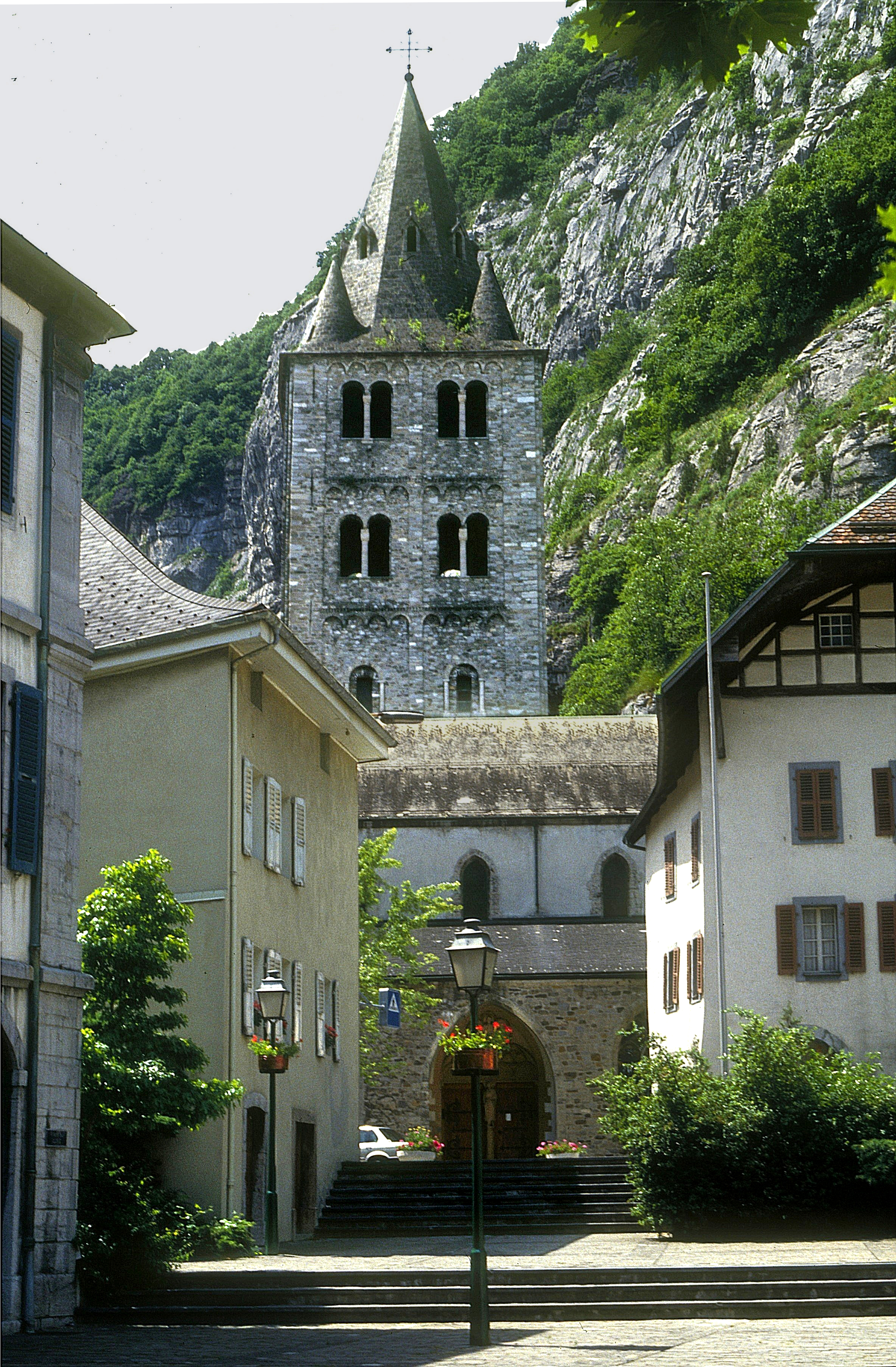
Antiga abadia de Saint-Maurice d'Agaune.

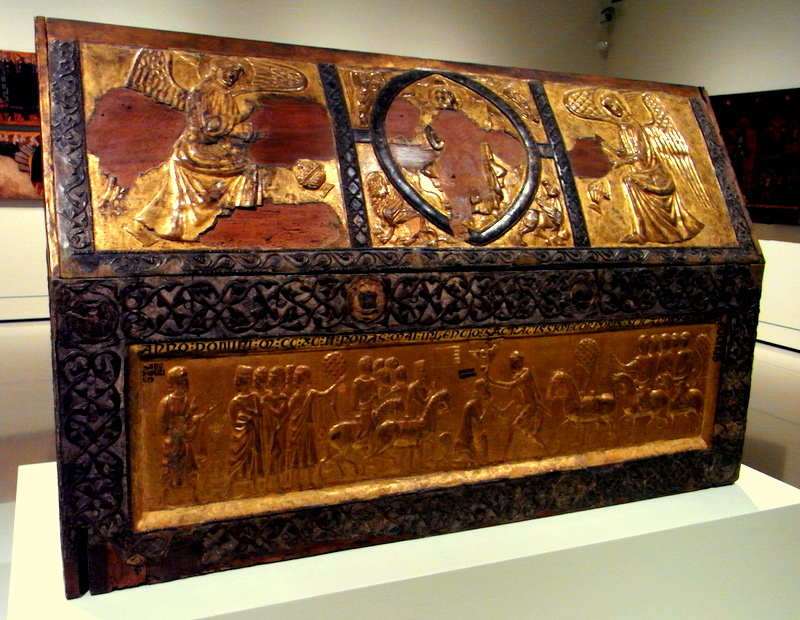
Urna de Sant Càndid, del s. XIII, procedent del Monestir de Sant Cugat del Vallès (Barcelona, MNAC).

Càndid era senator militum (oficial) amb Maurici d'Agaunum, comandant de la Legió Tebana, composta per cristians de l'Alt Egipte i que, en refusar fer sacrificis als déus pagans, va ser delmada durant el regnat de Dioclecià i Maximià (285-305) a Agaunum (avui Saint-Maurice (Valais, Suïssa), segons narra Euqueri de Lió a mitjan segle v.

## Veneració
Les relíquies es veneraven a l'abadia de Saint-Maurice d'Agaune, al Valais. Al monestir de Sant Cugat (Sant Cugat del Vallès) hi havia un reliquiari gòtic, avui al Museu Nacional d'Art de Catalunya, on se'n conservava una part, i on era invocat per treure els esperits del cos dels possessos.